# Ping Machine
Ping Machine est un groupe de jazz contemporain français. L'orchestre est composé de 15 musiciens dirigés par Frédéric Maurin, chef d'orchestre et compositeur. Singulier à l'origine par la jeunesse de ses membres, Ping Machine l'est aujourd'hui pour sa musique se voulant, selon son chef d'orchestre, cohérente, moderne et passionnée. En 10 ans, Ping Machine comptabilise six albums.

## Biographie
Ping Machine est formé en 2005 par Frédéric Maurin. L'ensemble est membre de Grands Formats, dont Frédéric Maurin a été le président entre 2011 et 2015. Cette Fédération aide au développement et au rayonnement de grands ensembles professionnels de jazz et de musiques d'improvisation en France et à l'international. Ping Machine, orchestre composé essentiellement de musiciens parisiens, se produit régulièrement à Paris (Philharmonie de Paris, Studio 105 à la Maison de la radio), ou à Tours au Petit Faucheux.
En 2016, ils sortent l'album Ubik. L'année suivante, en 2017, ils organisent le projet Regards croisés autour d’Ubik, qui est une restitution de leur travail collaboratif mené autour d’Ubik, pièce musicale inspirée du roman de Philip K. Dick. Ils sortent un concert enregistré le 9 novembre 2019 au Studio 104 de la Maison de la Radio dans le cadre des concerts Jazz sur le vif de Arnaud Merlin.

## Influences
Le groupe intègre à ses compositions des éléments qui proviennent des musiques qui l'ont inspiré (Igor Stravinsky, Olivier Messiaen, György Ligeti, Gérard Grisey, Frank Zappa, Steve Coleman, Meshuggah). Grâce aux progrès de l’informatique musicale et s’aidant d’une polyrythmie orchestrale, Frédéric Maurin s’approche de la musique spectrale, de ceux qui l’ont inspiré.
L'album Ubik s'inspire de l’Ubik de Philip K. Dick.

## Membres
Ping Machine regroupe 15 musiciens titulaires :
- Fabien Norbert — trompette, piccolo, bugle
- Andrew Crocker — trompette, bugle
- Quentin Ghomari — trompette, bugle
- Bastien Ballaz — trombone
- Didier Havet — trombone basse, tuba
- Jean–Michel Couchet — saxophone alto, soprano
- Fabien Debellefontaine — saxophone alto, clarinette, flûte
- Julien Soro — saxophone ténor, clarinette
- Florent Dupuit — saxophone ténor, flûte, flûte alto, piccolo
- Guillaume Christophel — saxophone baryton, clarinette basse
- Frédéric Maurin — guitare électrique, Max 7, composition, direction
- Paul Lay — piano, synthétiseurs
- Raphaël Schwab — contrebasse
- Rafaël Koerner — batterie, percussions
- Stéphan Caracci — marimba, vibraphone, glockenspiel, autres percussions

## Discographie

### Albums studio
- 2007 : Club 189
- 2009 : Random Issues
- 2011 : Des trucs pareils
- 2016 : Easy Listening
- 2016 : Ubik

### Albums live
- 2013 : Encore - Live au petit Faucheux

## Récompenses
L’album Encore (2013) a notamment été nommé pour « l’album de l’année » aux Victoires du jazz en 2014, été finaliste du « meilleur album de l’année 2013 » par l’Académie du jazz et a été gratifié du « meilleur album et de choc de l’année » par Jazz Magazine. En 2016, Ping Machine sortait deux albums (Easy Listening et Ubik) tous deux gratifiés de « coups de cœurs » par l’Académie Charles-Cros, ainsi mais ont aussi reçu le prix de « CHOC de l’année » par Jazz Magazine.